# 아시아 인프라 투자 은행
아시아 인프라 투자 은행(영어: Asian Infrastructure Investment Bank, AIIB)은 아시아 태평양 지역의 경제적, 사회적 성과를 공동으로 개선하는 것을 목표로 하는 다자개발은행이자 국제 금융 기구이다. 세계에서 두 번째로 큰 다자개발기구이다. 중국 베이징에 본부를 두고 있으며, 현재 전 세계 110개 회원국을 보유하고 있으며, 이 중 12개국은 잠재적 회원국이다. 110개 회원국을 대륙별로 분류하면 아시아 42개국, 유럽 26개국, 아프리카 22개국, 오세아니아 10개국, 남아메리카 8개국, 북아메리카 2개국이다. 이 은행은 수권자본금 초기 납입금 총액의 50%를 보유한 10개 회원국으로부터 비준서를 받은 후 2015년 12월 25일에 협정이 발효되어 운영을 시작했다.
유엔은 AIIB의 출범이 "지속가능한 개발을 위한 자금 조달 확대"에 잠재력을 가지고 있으며, 세계 경제 거버넌스를 개선할 수 있다고 평가했다. 이 은행의 초기 자본금은 미국 달러로 1,000억 달러이며, 이는 아시아 개발 은행 자본금의 2⁄3에 해당하고 세계은행 자본금의 약 절반에 해당한다. 2013년 중국이 은행 창설을 제안한 이후 2014년 10월 베이징에서 협의가 시작되었다. 이후 이 은행은 세계 신용등급 기관 3곳에서 최고 등급을 받았으며, 설립 초기부터 세계은행과 IMF에 대한 잠재적 경쟁자 또는 대안으로 간주되었다.

## 역사
"아시아 인프라 투자 은행" 설립 제안은 중국 정부 싱크탱크인 중국국제경제교류센터 부회장이 2009년 4월 보아오 포럼에서 처음 제기했다. 초기 배경은 2007년~2008년 세계 금융 위기 동안 중국의 외환 보유고를 더 잘 활용하는 것이었다.
이 계획은 중국 공산당 중앙위원회 총서기 시진핑이 2013년 10월 인도네시아 국빈 방문 중 공식적으로 시작되었다. 중국 정부는 IMF, 세계은행, 아시아 개발 은행과 같은 기존 국제 기구가 미국, 유럽, 일본의 이해관계에 크게 지배된다고 주장하며 개혁 및 거버넌스 속도에 불만을 표명해 왔다.
초기에는 AIIB가 중국의 일대일로와 명시적으로 연계되었다.(p. 166) 이후 AIIB는 일대일로와 관련 없는 국가들에 대한 투자로 확장되었고, 그 임무는 친환경 인프라 및 연결성에 초점을 맞춘 "미래를 위한 인프라" 건설로 더 일반적으로 특징지어졌다.(p. 166)
2014년 4월, 중국 국무원 총리 리커창은 보아오 포럼 개막 연설에서 중국이 아시아 인프라 투자 은행 설립 준비를 위해 아시아 내외 관련 당사자들과 협의를 강화할 준비가 되어 있다고 밝혔다.
아시아 개발 은행 연구소는 2010년 보고서에서 아시아 지역이 경제 발전을 지속하기 위해 2010년부터 2020년까지 8조 달러의 인프라 투자가 필요하다고 밝혔다. 2014년 가디언지의 사설은 새로운 은행이 중국 자본으로 이러한 프로젝트에 자금을 조달하고, 중국이 성장하는 경제적, 정치적 영향력에 걸맞게 지역 경제 발전에 더 큰 역할을 할 수 있도록 허용할 수 있다고 기술했다. 그러나 2015년 3월까지 중국은 ADB에서 5.47%의 의결권만을 가지고 있었고, 일본과 미국은 각각 13%의 의결권과 15.7%, 15.6%의 납입 자본금을 가지고 합산 26%의 의결권을 가지고 있었다. 두 국가의 지배와 더딘 개혁이 중국이 AIIB를 설립하려는 이유가 되었고, 두 국가는 중국의 영향력 증가에 대해 우려한다.
2014년 6월 중국은 은행 등록 자본금을 500억 달러에서 1,000억 달러로 두 배 늘릴 것을 제안하고 인도에 은행 설립에 참여할 것을 요청했다. 이 제안은 2014년 10월 베이징에서 승인되었다.(p. 221) 2014년 10월 24일, 방글라데시, 브루나이, 캄보디아, 인도, 카자흐스탄, 쿠웨이트, 라오스, 말레이시아, 미얀마, 몽골, 네팔, 오만, 파키스탄, 필리핀, 카타르, 싱가포르, 스리랑카, 태국, 우즈베키스탄, 베트남 등 21개국이 중국 베이징에서 AIIB 설립 양해각서(MOU)에 서명했다. 인도네시아의 가입은 새 대통령 행정부가 제때 회원 자격을 검토할 수 없어 다소 지연되었다. 인도네시아는 2014년 11월 25일에 양해각서에 서명했다.
미국은 오스트레일리아와 대한민국이 AIIB에 잠재적 창립 회원국으로 가입하는 것을 막으려 시도한 것으로 알려져 있다. 그러나 호주와 한국 모두 2015년 3월에 은행 가입을 신청했다.
홍콩 재무장관 존 창은 2015년 2월 예산 연설에서 홍콩이 AIIB에 가입할 것이라고 발표했다. 그러나 홍콩은 잠재적 창립 회원국이 되지 못했고 중국 대표단의 일원으로 협상에 참여했다.
2015년 3월 초, 영국 재무장관 조지 오스본은 영국이 룩셈부르크와 뉴질랜드에 이어 세 번째 서방 국가로 은행 가입을 신청하기로 결정했다고 발표했다. 이 발표는 버락 오바마 행정부로부터 비판을 받았다. 한 미국 정부 관계자는 파이낸셜 타임스에 "우리는 중국에 대한 끊임없는 수용 추세에 대해 경계하고 있으며, 이는 신흥 강대국과 교류하는 가장 좋은 방법이 아니다"라고 말했다. 이 관계자는 영국 정부의 결정이 "미국과의 협의 없이" 이루어졌다고 덧붙였다. 이에 대해 영국은 이 문제가 오스본 재무장관과 미국 재무장관 잭 루 사이에 수개월 동안 논의된 후 결정되었다고 밝혔다. 또한 창립 회원국으로 은행에 가입함으로써 영국이 기관 발전에 영향을 미칠 수 있을 것이라고 언급했다. 오스본은 차세대 원자력 발전소에 대한 중국 투자를 장려함으로써 "시티오브런던이 아시아 외부에서 위안화 최초의 청산 기지가 될 것"이라고 발표했다.
이러한 비판에 대해 백악관 국가안전보장회의는 가디언지에 다음과 같은 성명을 발표했다.
우리의 AIIB에 대한 입장은 명확하고 일관적이다. 미국과 많은 주요 글로벌 경제국들은 전 세계적으로 인프라 투자 확대가 절실히 필요하다는 데 동의한다. 우리는 어떤 새로운 다자 기관도 세계은행 및 지역 개발 은행의 높은 기준을 통합해야 한다고 믿는다. 많은 논의를 바탕으로 우리는 AIIB가 거버넌스, 환경 및 사회적 보호 장치와 관련하여 이러한 높은 기준을 충족할지에 대한 우려를 가지고 있다. [...] 국제사회는 AIIB가 기존 체제를 보완하고 세계은행 및 아시아 개발은행과 효과적으로 협력하는 것을 지켜볼 이해관계가 있다.

영국의 AIIB 가입 결정 이후, 독일, 프랑스, 이탈리아를 포함한 다른 여러 유럽 국가들이 새로운 신청을 했으며, 3월 말까지 총 53개국에 달했다. 볼프강 쇼이블레 독일 재무장관은 "우리는 높은 기준을 설정하고 은행이 높은 국제적 명성을 얻도록 도움으로써 새로운 은행 설립에 국제 금융 기관과의 오랜 경험을 기여하고 싶다"고 밝혔다. 2015년 3월, 한국 기획재정부는 한국 기업의 인프라 프로젝트 수주를 돕고 창립 회원국으로서 국제 금융 분야에서 한국의 영향력을 확대할 잠재력을 언급하며 AIIB 가입을 계획하고 있다고 발표했다. 2015년 3월 31일까지 잠재적 창립 회원국 자격에 대한 관심을 표명할 수 있었다.
협상은 2014년 11월부터 2015년 5월까지 진행된 5차례의 수석 협상가 회의(CNM) 틀 내에서 이루어졌다. 은행의 법적 틀인 협정문은 제5차 CNM에서 마무리되었다. 2015년 6월 29일 베이징에서 지정된 57개 잠재적 창립 회원국 중 50개국이 서명했으며, 나머지 7개국은 나중에 서명했다.
2015년 12월 25일, 협정문이 발효되었다. 2016년 1월 16일, 은행의 총재이사회는 베이징에서 첫 회의를 소집하고 은행의 업무 개시를 선언했다. 진리췬은 은행 총재로 5년 임기로 선출되었다. 17개국(호주, 오스트리아, 브루나이, 중국, 조지아, 독일, 요르단, 룩셈부르크, 몽골, 미얀마, 네덜란드, 뉴질랜드, 노르웨이, 파키스탄, 싱가포르, 대한민국, 영국)이 총 수권자본금 초기 납입액의 50.1%를 보유하며 협정에 대한 비준서를 기탁하여 발효를 촉발했고, 이들 모두 창립 회원국이 되어 은행 헌장인 협정문이 발효되었다. 다른 35개국이 나중에 가입하여 은행의 29개 회원국이 보유한 수권자본금은 74%에 달했다.

### PRC 정책 사상 내 AIIB

#### 장기 경제 개발 촉진
아시아 인프라 투자 은행은 덩샤오핑 지도자 하에 중국 경제 개혁이 채택된 이래 중국의 급속한 경제 성장을 뒷받침해 온 인프라 기반 개발 틀의 자연스러운 국제적 확장으로 해석될 수 있다. 이는 주류 서구 신고전파 경제학자들이 선호하고 1990년대와 21세기 첫 10년 동안 많은 개발도상국이 추구했던 단기적인 "수출 주도" 및 "내수 소비" 개발 모델과는 대조적으로, 장기적인 경제 성장은 인프라 자산에 대한 체계적이고 광범위한 투자를 통해서만 달성될 수 있다는 개념에서 비롯된다.

#### 지역 통합 및 외교 정책 도구로서의 인프라
시진핑은 2015년 3월 29일 보아오 포럼(BFA) 연례 회의 연설에서 다음과 같이 말했다.
중국 경제는 세계 경제와 깊이 통합되어 있으며 아시아는 물론 전 세계 경제의 중요한 원동력이다. [...] 중국의 투자 기회는 확대되고 있다. 인프라 연결성뿐만 아니라 신기술, 신제품, 새로운 사업 패턴 및 새로운 사업 모델에 대한 투자 기회가 끊임없이 생겨나고 있다. [...] 중국의 대외 협력 기회는 확대되고 있다. 우리는 다자간 무역 시스템을 지지하고, 도하 선언 협상에 전념하며, 아시아-태평양 자유 무역 지대를 옹호하고, 지역 포괄적 경제 동반자 협상 추진을 옹호하며, 아시아 인프라 투자 은행(AIIB) 건설을 옹호하고, 경제 및 금융 협력을 전면적으로 증진하며, 경제 세계화 및 지역 통합의 적극적인 촉진자 역할을 한다.

시진핑은 또한 실크로드 기금과 아시아 인프라 투자 은행이 "경제적 연결성 및 (아시아 태평양 지역의) 신형 산업화를 육성하고, [따라서] 모든 국가의 공동 발전 및 국민의 공동 발전 성과 향상을 촉진할 것"이라고 강조했다.
학자 수이성 자오는 중국의 AIIB 출범은 국제 공공재 제공을 위한 브레턴우즈 체제 개혁 지연을 시도하는 미국의 노력으로 인한 긴장을 완화하고, 중국에게 국제 규칙 제정 참여를 늘려주기 위한 것이라고 기술했다.

## 법적 근거 및 회원국
협정문은 은행의 법적 근거를 형성한다. 협정문 부속서 A에 명시된 57개 잠재적 창립 회원국(PFM)은 협정문에 서명하고 비준하여 은행의 회원이 될 자격이 있다. 국제부흥개발은행 또는 아시아 개발 은행의 당사국인 다른 국가들은 은행의 가입 승인을 받은 후 회원이 될 수 있다.
협정문은 잠재적 창립 회원국 간의 협상을 통해 이루어졌으며, 홍콩은 중국을 통해 협상에 참여했다.

### 회원국
57개의 예상 창립국이 창립 회원국이 될 조건을 갖춘다.
- 2015년에 합의안에 서명한다.
- 2015년 또는 2016년에 합의안을 발효한다.

모든 잠재적 창립 회원국은 협정문에 서명했으며, 이 중 52개국이 비준하여 전체 PFM 주식의 92%를 차지한다. 창립 회원국이 되기 위한 공식적인 절차와 투표 및 지분 할당 비율이 아래에 명시되어 있으며, 모든 잠재적 창립 회원국이 당사국이 되고 다른 회원국이 수락되지 않는 경우를 가정한다.
2017년 3월, 13개국이 추가로 잠재적 회원국 자격을 얻었다: 역내 5개국 (아프가니스탄, 아르메니아, 피지, 동티모르, 홍콩) 및 역외 8개국(벨기에, 캐나다, 에티오피아, 헝가리, 아일랜드, 페루, 수단, 베네수엘라). 2017년 5월, 7개국이 잠재적 회원국 자격을 얻었다: 역내 3개국(바레인, 키프로스, 사모아) 및 역외 4개국(볼리비아, 칠레, 그리스, 루마니아). 2017년 6월, 3개국이 추가로 잠재적 회원국 자격을 얻었다: 역내 1개국(통가) 및 역외 2개국(아르헨티나, 마다가스카르). 2018년, 7개국이 추가로 잠재적 회원국 자격을 얻었다: 역내 1개국(레바논) 및 역외 6개국(알제리, 가나, 리비아, 모로코, 세르비아, 토고). 2019년, 9개국이 추가로 잠재적 회원국 자격을 얻었다: 역외 9개국(지부티, 르완다, 베냉, 코트디부아르, 기니, 튀니지, 우루과이, 크로아티아, 세네갈). 2020년, 라이베리아가 잠재적 회원국 자격을 얻었다. 2021년, 2개국이 잠재적 회원국 자격을 얻었다: 역내 1개국(이라크) 및 역외 1개국(나이지리아). 2023년, 4개국이 잠재적 회원국 자격을 얻었다: 역외 4개국(모리타니, 엘살바도르, 솔로몬 제도, 탄자니아). 이들은 국내 절차를 마친 후 회원이 된다. 2025년 3월 현재, AIIB 회원국으로 승인된 총 국가 수는 110개국(역내 회원국: 49개국, 역외 회원국: 51개국, 잠재적 회원국: 10개국)이다. 총 주식 또는 의결권의 최소 2.0%를 보유한 국가는 굵은 글씨로 표시한다.
2025년 기준 회원국
| 국가/지역          | 총 납입금 (백만 USD 기준 주식 수) | 의결권 (투표 수) |
| ------------------ | --------------------------------- | ---------------- |
| 아프가니스탄       | 86.6                              | 1,875            |
| 알제리             | 5.0                               | 1,405            |
| 아르헨티나         | 5.0                               | 1,405            |
| 오스트레일리아     | 3,691.2                           | 38,867           |
| 오스트리아         | 500.8                             | 6,963            |
| 아제르바이잔       | 254.1                             | 4,496            |
| 바레인             | 103.6                             | 2,391            |
| 방글라데시         | 660.5                             | 8,560            |
| 벨라루스           | 64.1                              | 1,996            |
| 벨기에             | 284.6                             | 4,201            |
| 베냉               | 5.0                               | 1,405            |
| 브라질             | 5.0                               | 2,005            |
| 브루나이           | 52.4                              | 2,479            |
| 캄보디아           | 62.3                              | 2,578            |
| 캐나다             | 995.4                             | 9,318            |
| 칠레               | 10.0                              | 1,455            |
| 중화인민공화국     | 29,780.4                          | 299,759          |
| 쿡 제도            | 0.5                               | 1,360            |
| 코트디부아르       | 5.0                               | 1,396            |
| 크로아티아         | 5.0                               | 1,405            |
| 키프로스           | 20.0                              | 1,555            |
| 덴마크             | 369.5                             | 5,650            |
| 지부티             | 0.5                               | 1,360            |
| 에콰도르           | 5.0                               | 1,405            |
| 이집트             | 650.5                             | 8,460            |
| 엘살바도르         | 5.0                               | 1,405            |
| 에티오피아         | 45.8                              | 1,813            |
| 피지               | 12.5                              | 1,480            |
| 핀란드             | 310.3                             | 5,058            |
| 프랑스             | 3,375.6                           | 35,711           |
| 조지아             | 53.9                              | 2,494            |
| 독일               | 4,484.2                           | 46,797           |
| 가나               | 5.0                               | 1,375            |
| 그리스             | 10.0                              | 1,455            |
| 기니               | 5.0                               | 1,375            |
| 홍콩               | 765.1                             | 9,006            |
| 헝가리             | 100.0                             | 2,355            |
| 아이슬란드         | 17.6                              | 2,131            |
| 인도               | 8,367.3                           | 85,628           |
| 인도네시아         | 3,360.7                           | 35,562           |
| 이란               | 1,580.8                           | 11,440           |
| 이라크             | 25.0                              | 1,605            |
| 아일랜드           | 131.3                             | 2,668            |
| 이스라엘           | 749.9                             | 9,454            |
| 이탈리아           | 2,571.8                           | 27,673           |
| 요르단             | 119.2                             | 3,147            |
| 카자흐스탄         | 729.3                             | 9,248            |
| 케냐               | 5.0                               | 1,405            |
| 대한민국           | 3,738.7                           | 39,342           |
| 키르기스스탄       | 26.8                              | 2,223            |
| 라오스             | 43.0                              | 2,385            |
| 라이베리아         | 5.0                               | 1,385            |
| 리비아             | 52.6                              | 1,881            |
| 룩셈부르크         | 69.7                              | 2,652            |
| 마다가스카르       | 5.0                               | 1,405            |
| 말레이시아         | 109.5                             | 3,050            |
| 몰디브             | 7.2                               | 2,027            |
| 몰타               | 13.6                              | 2,091            |
| 몽골               | 41.1                              | 2,366            |
| 모로코             | 5.0                               | 1,405            |
| 미얀마             | 264.5                             | 3,542            |
| 나우루             | 0.5                               | 1,360            |
| 네팔               | 80.9                              | 2,764            |
| 네덜란드           | 1,031.3                           | 12,268           |
| 뉴질랜드           | 461.5                             | 6,570            |
| 노르웨이           | 550.6                             | 7,461            |
| 오만               | 259.2                             | 4,547            |
| 파키스탄           | 1,034.1                           | 12,296           |
| 파푸아뉴기니       | 5.0                               | 1,405            |
| 페루               | 154.6                             | 2,901            |
| 필리핀             | 979.1                             | 11,746           |
| 폴란드             | 831.8                             | 10,273           |
| 포르투갈           | 65.0                              | 2,605            |
| 카타르             | 604.4                             | 7,999            |
| 루마니아           | 153.0                             | 2,885            |
| 러시아             | 6,536.2                           | 67,317           |
| 르완다             | 5.0                               | 1,405            |
| 사모아             | 2.1                               | 1,376            |
| 사우디아라비아     | 2,544.6                           | 27,401           |
| 세르비아           | 5.0                               | 1,405            |
| 싱가포르           | 250.0                             | 4,455            |
| 남아프리카 공화국  | 5.0                               | 2,005            |
| 스페인             | 1,761.5                           | 19,570           |
| 스리랑카           | 269.0                             | 4,645            |
| 수단               | 59.0                              | 1,524            |
| 스웨덴             | 630.0                             | 8,255            |
| 스위스             | 706.4                             | 9,019            |
| 타지키스탄         | 30.9                              | 2,233            |
| 태국               | 1,427.5                           | 16,230           |
| 동티모르           | 16.0                              | 1,515            |
| 토고               | 5.0                               | 1,405            |
| 통가               | 1.2                               | 1,367            |
| 튀니지             | 5.0                               | 1,405            |
| 튀르키예           | 2,609.9                           | 28,054           |
| 아랍에미리트       | 1,185.7                           | 13,812           |
| 영국               | 3,054.7                           | 32,502           |
| 우루과이           | 5.0                               | 1,405            |
| 우즈베키스탄       | 219.8                             | 4,153            |
| 바누아투           | 0.5                               | 1,360            |
| 베트남             | 663.3                             | 8,588            |
| 할당되지 않은 주식 | 2,956.7                           |                  |
| 총계               | 100,000.0                         | 1,129,275        |

예상 회원국
| 국가/지역   | 잠재적 창립 회원국 지위 | 서명 (협정)     | 비준 또는 수락 (협정) | 총 납입금 (백만 USD 기준 주식 수) | 의결권 (투표 수) |
| ----------- | ----------------------- | --------------- | --------------------- | --------------------------------- | ---------------- |
| 아르메니아  |                         |                 |                       |                                   |                  |
| 볼리비아    |                         |                 |                       | 26.1                              | 1,911            |
| 쿠웨이트    | 2014년 10월 24일        | 2015년 12월 4일 |                       | 536.0                             |                  |
| 레바논      |                         |                 |                       |                                   |                  |
| 모리타니    |                         |                 |                       |                                   |                  |
| 나이지리아  |                         |                 |                       |                                   |                  |
| 세네갈      |                         |                 |                       |                                   |                  |
| 솔로몬 제도 |                         |                 |                       |                                   |                  |
| 탄자니아    |                         |                 |                       |                                   |                  |
| 베네수엘라  |                         |                 |                       | 209.0                             | 3,740            |

### 비회원국
체코, 나이지리아, 이라크, 콜롬비아, 우크라이나는 AIIB 회원국 가입을 고려 중이다. 멕시코, 일본 및 미국은 즉시 참여할 의사가 없다. 타이완의 잠재적 창립 회원국 가입 요청은 중국이 타이완을 주권 국가로 간주하지 않기 때문에 거부되었다.
 타이완
- 타이완은 2015년 3월 31일 국무원대만사무판공실을 통해 AIIB에 잠재적 창립 회원국으로 가입을 신청했으며, "중화 타이베이"라는 이름으로 가입할 가능성도 있었다.[58][59] 그러나 4월 13일 AIIB 다자임시사무국에 의해 아무런 이유 없이 거부되었다. 하지만 중국 본토는 타이완이 나중에 회원 자격을 얻을 가능성이 있다고 주장한다.[57] 화춘잉 외교부 대변인은 타이완이 "두 개의 중국" 또는 "하나의 중국, 하나의 타이완" 상황을 피해야 한다고 밝혔다.[60] ROC 재정부장 창성포드는 2016년 4월에 타이완이 등록 과정에서 "품위"나 "존경"을 받지 못했다고 발표하며, 결국 가입 여부 결정을 새로운 총통에게 맡기기로 했다.[61]

 미국 – 가입 언급 없음
- 미국 당국자들은 AIIB가 높은 거버넌스 기준을 가질 것인지, 그리고 환경 및 사회적 보호 장치를 갖출 것인지에 대해 우려를 표명했다.[62] 미국은 호주와 같은 핵심 동맹국들이 은행에 가입하는 것을 막기 위해 외교적 압력을 가한 것으로 보도되었고,[63] 영국과 같은 다른 국가들이 가입했을 때 실망을 표명했다.[64][62] 미국의 AIIB 반대와 동맹국들의 가입을 막으려는 시도는 다각적인 봉쇄 정책의 발현으로 간주되었다.[65]

 일본 – 가입 검토 중 / 가입 언급 없음
- 기테라 마사토, 도쿄의 중국 주재 대사는 이전에 일본이 AIIB에 가입할 수도 있다고 밝혔다.[66] 아소 다로 일본 재무장관은 이전에 AIIB 가입에 관심을 표명했지만, 나중에 입장을 바꾸었다. 스가 요시히데 일본 내각관방장관은 일본이 중국으로부터 AIIB에 대한 완전한 설명을 계속 요구하고 있으며, "현재로서는 일본은 AIIB에 가입하지 않을 것이며, 중국으로부터 명확한 설명을 받지 못했다"고 밝혔다. 그는 또한 "일본은 (AIIB가) 적절히 운영될지, 아니면 다른 채권자들에게 피해를 줄지 의심스럽다"고 말했다. 그는 또한 일본이 더 이상 은행 가입 여부를 고려하지 않겠다고 밝혔다. 일본 정부 대변인도 일본이 AIIB에 가입하지 않을 것이라고 발표했다. 아베 신조 일본 총리도 일본이 은행에 가입할 필요가 없다고 덧붙였다.[67] 그러나 2년 후인 2017년 5월, 아베 신조는 거버넌스 문제가 해결된다면 이 계획에 자금을 지원하기 위해 설립된 AIIB에 가입하는 것이 선택 사항이 될 수 있다고 말했다.[68] 집권당인 자유민주당의 니카이 도시히로 간사장은 AIIB 가입을 제안했다.[69]

## 지분 구조
은행의 수권 자본금은 1천억 달러이며, 각각 10만 달러짜리 주식 100만 주로 나뉘어 있다.(p. 222) 20%는 납입 주식(따라서 은행에 양도해야 함)이고 80%는 유상 주식이다. 할당된 주식은 각 회원국의 경제 규모(명목 GDP (60%) 및 PPP GDP (40%)를 사용하여 계산)와 아시아 또는 비아시아 회원국 여부에 따라 결정된다. 총 주식 수는 은행의 수권 자본금 비율을 결정한다. 잠재적 창립 회원국 중 말레이시아, 포르투갈, 싱가포르 세 국가는 할당된 주식 전체를 구독하지 않기로 결정했으며, 그 결과 이용 가능한 주식의 98%가 구독되었다.
투표 유형은 기본 투표, 주식 투표, 창립 회원국 투표 세 가지로 나뉜다. 기본 투표는 모든 회원국에게 동일하며 전체 투표의 12%를 차지하고, 주식 투표는 주식 수와 동일하다. 또한 각 창립 회원국은 600표를 받는다. 모든 57개 잠재적 창립 회원국이 창립 회원국이 되었다고 가정했을 때의 주식 개요는 다음과 같다(굵은 글씨 값은 회원국 수에 따라 달라지지 않음):
| 투표 유형        | 총 투표율 | 총 투표 수 | 회원국당 투표 수 | 중국 (최대 PFM) | 몰디브 (최소 PFM) |
| ---------------- | --------- | ---------- | ---------------- | --------------- | ----------------- |
| 기본 투표        | 12        | 138,510    | 2,430            | 2,430           | 2,430             |
| 주식 투표        | 85        | 981,514    | 상이             | 297,804         | 72                |
| 창립 회원국 투표 | 3         | 34,200     | 600              | 600             | 600               |
| 총계             | 100       | 1,154,224  | 상이             | 300,834 (26.1%) | 3,102 (0.3%)      |

## 거버넌스

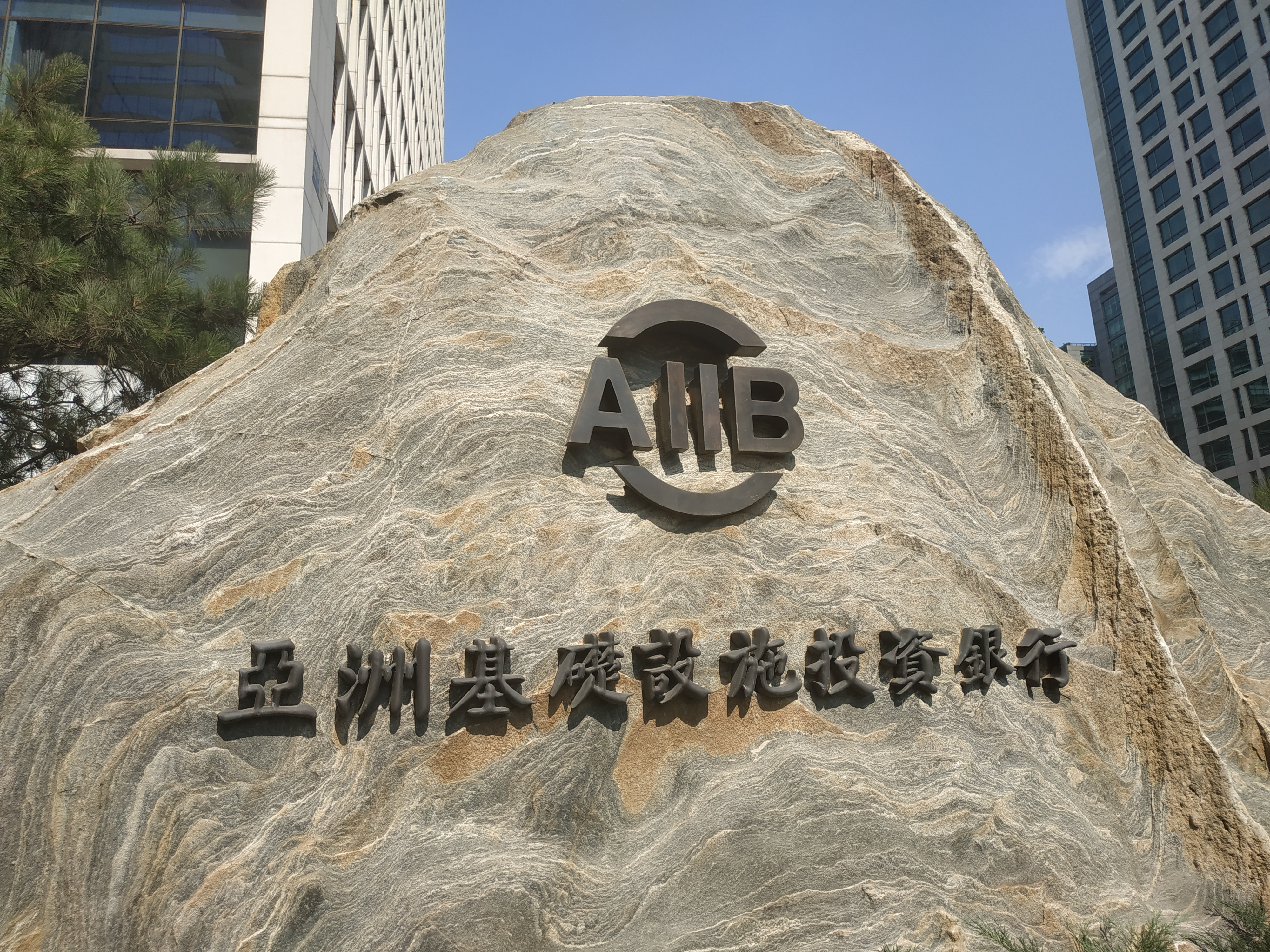
베이징 글로벌 본부에 있는 AIIB 이름판

은행의 거버넌스 구조는 최고 수준의 의사 결정 기관인 이사회로 구성된다. 각 회원국당 1명의 이사로 구성되며, 원칙적으로 1년에 한 번 회의를 개최한다. 1명 이상의 회원을 대표하는 12명의 이사로 구성된 이사회는 일상적인 운영 및 이사회로부터 위임받은 업무를 담당한다. 이들 이사 중 9명은 아시아 태평양 지역 출신이며, 3명은 역외 회원국을 대표한다.
비지역 이사 중 1개 선거구는 유로를 통화로 사용하는 EU 회원국으로 구성되며, 다른 1개 선거구는 다른 유럽 국가들로 구성된다.
신규 회원국은 1년에 한 번만 입회 심사를 받는다. 선거구 개요는 다음과 같다.
| 이사국                                                                                      | 대리 이사국             | 고문국                                                                                                  | 기타 선거구                                                                |
| ------------------------------------------------------------------------------------------- | ----------------------- | --- | -------------------------------------------------------------------------- |
| 사우디아라비아                                                                              | 카타르 아랍에미리트     | 바레인 요르단 오만 사우디아라비아                                                                       | 지부티 이라크                                                              |
| 파키스탄                                                                                    | 아제르바이잔            | 브루나이 조지아 튀르키예                                                                                | 키르기스스탄                                                               |
| 태국                                                                                        | 방글라데시 필리핀       | 말레이시아 몰디브 네팔                                                                                  |                                                                            |
| 러시아                                                                                      | 이란 카자흐스탄         | 러시아                                                                                                  | 벨라루스 타지키스탄                                                        |
| 중화인민공화국                                                                              | 중화인민공화국          | 중화인민공화국 홍콩                                                                                     |                                                                            |
| 이집트                                                                                      | 브라질                  | 알제리 아르헨티나 베냉 브라질 칠레 이집트 마다가스카르 모로코 수단 토고                                 | 에티오피아 라이베리아 리비아 페루 르완다 남아프리카 공화국 튀니지 우루과이 |
| 뉴질랜드                                                                                    | 오스트레일리아 싱가포르 | 호주 뉴질랜드 싱가포르 베트남                                                                           | 쿡 제도 나우루 파푸아뉴기니                                                |
| 영국                                                                                        | 스웨덴 스위스           | 덴마크 헝가리 노르웨이 폴란드 루마니아 영국                                                             | 아이슬란드 세르비아                                                        |
| 네덜란드                                                                                    | 독일 이탈리아           | 오스트리아 벨기에 크로아티아 키프로스 핀란드 프랑스 그리스 아일랜드 룩셈부르크 네덜란드 포르투갈 스페인 | 몰타                                                                       |
| 인도                                                                                        | 인도                    | 인도 |                                                                            |
| 인도네시아                                                                                  | 캄보디아 스리랑카       | 인도네시아 라오스                                                                                       | 동티모르                                                                   |
| 대한민국                                                                                    | 피지 이스라엘           | 대한민국 몽골 사모아 우즈베키스탄                                                                       | 통가                                                                       |
| 미할당: 아프가니스탄 캐나다 코트디부아르 에콰도르 엘살바도르 가나 기니 케냐 미얀마 바누아투 |                         | |                                                                            |

| AIIB 고위 경영진 |          |                        | |
| 국가             | 국가     | 이름                   | AIIB 내 직책 |
| 중화인민공화국   | 중국     | 진리췬                 | 총재 |
| 인도             | 인도     | 아제이 부샨 판데이     | 투자 솔루션 부총재                                                                                                  |
| 독일             | 독일     | 루트거 슈크네히트      | 부총재 겸 기업 비서                                                                                                 |
| 파키스탄         | 파키스탄 | 아스마 셰이크          | 행정 부총재 겸 최고행정책임자 대행                                                                                  |
| 중화인민공화국   | 중국     | 취안 정                | 정책 및 전략 부총재 대행                                                                                            |
| 러시아           | 러시아   | 콘스탄틴 리미토프스키  | 공공 부문 (지역 2) 및 프로젝트 및 기업 금융 (글로벌) 고객 최고 투자 책임자                                          |
| 인도             | 인도     | 라자트 미스랄          | 공공 부문 (지역 1) 및 금융 기관 및 기금 (글로벌) 고객 최고 투자 책임자 대행 및 공공 부문 고객 부서 지역 1 총괄 이사 |
| 스웨덴           | 스웨덴   | 에릭 베르글뢰프        | 수석 이코노미스트                                                                                                   |
| 프랑스           | 프랑스   | 앙투안 카스텔          | 최고 위험 책임자 |
| 뉴질랜드         | 뉴질랜드 | 앤드류 크로스 (은행가) | 최고 재무 책임자 |
| 브라질           | 브라질   | 알베르토 니니오        | 법무 자문위원 |

## 반응
짐 용 김 전 세계은행 총재는 개발도상국의 인프라 수요가 커서 새로운 조직의 활동이 환영받을 것이라고 말했다. 세계은행, IMF, 아시아 개발 은행은 모두 AIIB와 브레턴우즈 체제를 보완하고 개발 자금의 전반적인 역량을 더욱 증가시키는 역할을 하는 기관으로 협력해 왔다.
경제학자 C. 프레드 베르그스텐은 AIIB를 "아시아(및 다른 지역) 전반에 걸쳐 더 많은 인프라 자금 조달에 대한 명확한 필요를 충족시키는 데 도움이 된다"고 설명한다. 그는 AIIB가 "국제적으로 합의된 규범과 모범 사례를 준수해 왔으며, 자체적으로 일부를 혁신하고 있다"고 결론짓는다. 또한 베르그스텐은 AIIB에서의 중국의 역할이 "중국이 세계 경제에서 '책임감 있는 이해관계자'로 기능해야 한다는 미국의 요청을 분명히 충족시켰다"고 기술한다.

### 아시아-태평양 지역 및 그 외 지역에서의 지정학적 의미
미국 내에서는 AIIB의 역할에 대한 합의가 없다. 존 아이켄베리는 AIIB를 "중국의 신흥 제도적 국가 통치술"의 일부로 보지만, 이 기관이 중국을 기존 질서에 더 깊이 묶어둘지 아니면 질서에 도전하는 수단이 될지는 불분명하다고 주장한다. 스탠퍼드 대학교의 필립 립시는 미국과 일본이 중국의 평화로운 세계적 리더십을 장려하고 중국이 강압적 또는 군사적 선택을 추구하는 것을 막기 위해 AIIB를 지원해야 한다고 주장한다. 반면 채텀 하우스의 파올라 수바치는 AIIB가 미국이 지배하는 글로벌 거버넌스에 대한 위협을 나타낸다고 주장한다.
채텀 하우스, 시드니 대학교의 중국 연구 센터, 세계 연기금 투자 포럼과 같은 싱크탱크들은 중국에 본부를 둔 새로운 초국가적 금융 강대국의 성공적인 설립은 참여하는 선진국들의 많은 수에 의해 촉진될 것이라고 주장해 왔다. 이 전문가들은 경제 협력이 가능하다면 베이징에 본부를 둔 AIIB의 설립이 경쟁을 필연적으로 수반하지 않으며, 영국이 참여를 결정한 것은 일부 동맹국들이 반대하더라도 영국 자체의 이익을 증진시킨다고 분석한다.

### 환경 기록
제안된 은행은 "AIIB는 세계 최고의 관행을 배우고 국제 환경 보호 기준을 채택할 것"이라고 선언했지만, 옥스퍼드 경제 및 에너지 정책 학자인 유지 마는 개발도상 아시아 국가에서는 이것이 복잡할 수 있다고 주장했다.

### 정치적 영향력
2023년 6월, 캐나다 국적자이자 AIIB의 글로벌 커뮤니케이션 책임자 겸 공식 대변인인 밥 피카드가 사임하고, 중국에서 도피했다. 피카드는 AIIB가 중국공산당 당원들에게 장악되어 있으며, 이들은 내부 비밀 경찰처럼 활동한다고 주장했다. 그는 또한 AIIB 총재 진리췬에게 전달되는 모든 정보가 진 총재와 가장 가까운 사무실을 사용하는 이들 공산당 관료들을 통해 걸러진다고 주장했다. 피카드는 AIIB가 상상할 수 있는 가장 유해한 직장 문화 중 하나를 가지고 있다고 덧붙였다. 같은 날, 크리스티아 프릴랜드 캐나다 부총리 겸 캐나다 재무부 장관은 캐나다가 AIIB와의 관계를 동결하고 이 주장에 대한 조사와 캐나다의 AIIB 참여 여부를 검토할 것이라고 발표했다. 다음 날, AIIB는 내부 조사를 시작하고 캐나다의 검토를 환영했지만, 주장은 "근거 없는" 것이라고 밝혔다. 2023년 12월, 캐나다 재무부는 "AIIB 투자, 거버넌스 및 관리 프레임워크 분석, 그리고 환경 및 사회 거버넌스 보호 장치가 효과적이고 충분한지 여부 조사"를 포함하여 조사를 확대할 것이라고 발표했다.
영국에서는 AIIB가 영국 재무부 직원을 파견한 것에 대해 비판을 받았다. 중국 사이버 캠페인의 영향을 받은 보수당 의원 팀 러프톤은 AIIB와의 영국 관계에 대한 감사를 요구했다. 의회 정보 및 보안 위원회 보고서에 따르면, 대니 알렉산더 경의 AIIB 부총재 임명은 중국 정부의 영향을 받았으며, 그의 이름을 통해 중국 투자에 신뢰성을 부여하려 했다.

## ADB 및 IBRD와의 비교
|           |                    | AIIB             | ADB              | IBRD            |
| --------- | ------------------ | ---------------- | ---------------- | --------------- |
| 설립 연도 | 설립 연도          | 2016             | 1966             | 1944            |
| 기준 날짜 | 기준 날짜          | 2017년 12월 31일 | 2021년 12월 31일 | 2022년 6월 30일 |
| 회원국    | 총계               | 84               | 68               | 189             |
| 회원국    | (역내, 역외, 잠재) |                  | 49, 19, 0        | –               |
| 신용등급  | 신용등급           | AAA              | AAA              | AAA             |
| 자본      | 납입 자본          | 95,001           | 148,903          | 286,636         |
| 자본      | 지급 완료 자본     | 19,000           | 7,447            | 20,499          |
| 총 자산   | 총 자산            | 18,973           | 282,084          | 317,542         |
| 대출액    | 대출액             | 4,220            | 137,860          | 227,092         |

## 대출 실적
AIIB 대출은 완전히 투명하며 AIIB 웹사이트에서 공개적으로 접근할 수 있다.(p. 85)

### 2016년
2016년 동안 AIIB는 총 17억 3천만 달러를 9개 프로젝트에 약속했으며, 그 중 6개 프로젝트는 세계은행 및 아시아 개발 은행과 같은 다른 국제 대출 기관과의 공동 이니셔티브였다. AIIB는 첫 해 대출 목표인 12억 달러를 달성했다.
| 승인일           | 국가         | 목적                       | 금액 (백만 달러) | 공동 대출 기관                                        |
| ---------------- | ------------ | -------------------------- | ---------------- | ----------------------------------------------------- |
| 2016년 6월 24일  | 타지키스탄   | 도로 개선                  | 27.5             | 유럽 부흥 개발 은행                                   |
| 2016년 6월 24일  | 방글라데시   | 전력 분배선                | 165.0            | 없음                                                  |
| 2016년 6월 24일  | 파키스탄     | 고속도로 건설              | 100.0            | 아시아 개발 은행 및 영국 국제개발부                   |
| 2016년 6월 24일  | 인도네시아   | 빈민 지역 재개발           | 216.5            | 세계은행                                              |
| 2016년 9월 27일  | 파키스탄     | 수력 발전소                | 300.0            | 세계은행                                              |
| 2016년 9월 27일  | 미얀마       | 복합 화력 가스 터빈 발전소 | 20.0             | 국제금융공사, 아시아 개발 은행 및 특정 상업 대출 기관 |
| 2016년 12월 8일  | 오만         | 철도                       | 36.0             | 없음                                                  |
| 2016년 12월 8일  | 오만         | 항만 시설                  | 265.0            | 없음                                                  |
| 2016년 12월 21일 | 아제르바이잔 | 가스 파이프라인            | 600.0            | 세계은행 및 기타 상업 법인 등 여러 다자개발은행       |
| 총계             | 총계         | 총계                       | 1,730.0          |                                                       |

### 2017년
| 승인일          | 국가                                      | 목적                                    | 금액 (백만 달러)                       | 공동 대출 기관                       |
| --------------- | ----------------------------------------- | --------------------------------------- | -------------------------------------- | ------------------------------------ |
| 2017년 3월 22일 | 인도네시아                                | 지역 인프라 개발 기금 프로젝트          | 100.0                                  | 세계은행                             |
| 2017년 3월 22일 | 인도네시아                                | 댐 운영 개선 및 안전 프로젝트 2단계     | 125.0                                  | 세계은행                             |
| 2017년 3월 22일 | 방글라데시                                | 천연가스 인프라 및 효율성 개선 프로젝트 | 60.0                                   | 아시아 개발 은행                     |
| 2017년 5월 2일  | 인도                                      | 안드라프라데시 24시간 전력 공급         | 160.0                                  | 세계은행 및 안드라프라데시 주 정부   |
| 2017년 6월 5일  | 조지아                                    | 바투미 우회 도로 프로젝트               | 114.2                                  | 아시아 개발 은행                     |
| 2017년 6월 15일 | 인도                                      | 인도 인프라 기금                        | 150.0                                  | 기타 투자자                          |
| 2017년 6월 15일 | 타지키스탄                                | 누렉 수력 발전 재활 프로젝트, 1단계     | 60.0                                   | 세계은행 및 유라시아 개발 은행       |
| 2017년 7월 4일  | 인도                                      | 구자라트 농촌 도로 프로젝트             | 329.0                                  | 구자라트 주 정부                     |
| 2017년 9월 4일  | 이집트                                    | 이집트 2차 태양광 발전 입찰 프로그램    | 17.5                                   | 국제금융공사 및 기타 대출 기관       |
| 2017년 9월 27일 | 인도                                      | 송전 시스템 강화 프로젝트               | 100.0                                  | 아시아 개발 은행 및 인도 전력망 공사 |
| 2017년 9월 27일 | 필리핀                                    | 메트로 마닐라 홍수 관리 프로젝트        | 207.60                                 | 세계은행                             |
| 2017년 12월 8일 | 인도                                      | 벵갈루루 메트로 철도 프로젝트 – R6 노선 | 335.0                                  | 유럽 투자 은행 및 기타 대출 기관     |
| 2017년 12월 8일 | 오만                                      | 광대역 인프라 프로젝트                  | 239.0                                  | 없음                                 |
| 2017년 12월 8일 | 베이징 대기 질 개선 및 석탄 대체 프로젝트 | 250.0                                   | 베이징시, 중국 CDM 기금 및 베이징 가스 |                                      |
| 총계            |                                           |                                         |                                        |                                      |

### 2018년
| 승인일          | 국가       | 목적                                                  | 금액 (백만 달러) | 공동 대출 기관                                  |
| --------------- | ---------- | ----------------------------------------------------- | ---------------- | ----------------------------------------------- |
| 2018년 2월 9일  | 방글라데시 | 볼라 IPP                                              | 60.0             | 없음                                            |
| 2018년 4월 11일 | 인도       | 마디아프라데시 농촌 연결 프로젝트                     | 140.0            | 세계은행                                        |
| 2018년 6월 24일 | 인도       | 국가 투자 및 인프라 기금                              | 100.0            | 인도 정부                                       |
| 2018년 6월 24일 | 튀르키예   | 투즈 골루 가스 저장 확장 프로젝트                     | 600.0            | 세계은행, 이슬람 개발 은행, 보타스 및 상업 대출 |
| 2018년 6월 24일 | 인도네시아 | 전략적 관개 현대화 및 긴급 재활 프로젝트              | 250.0            | 세계은행                                        |
| 2018년 9월 28일 | 인도       | 안드라프라데시 농촌 도로 프로젝트                     | 455.0            | 안드라프라데시 주 정부                          |
| 2018년 9월 28일 | 이집트     | 지속 가능한 농촌 위생 서비스 프로그램                 | 300.0            | 세계은행                                        |
| 2018년 9월 28일 | 튀르키예   | TSKB 지속 가능한 에너지 및 인프라 재대출 시설         | 200.0            | 없음                                            |
| 2018년 12월 7일 | 인도네시아 | 만달리카 도시 및 관광 인프라 프로젝트                 | 248.39           | 인도네시아 정부                                 |
| 2018년 12월 7일 | 인도       | 안드라프라데시 도시 상수도 및 오수 관리 개선 프로젝트 | 400.0            | 안드라프라데시 주 정부                          |

### 2019년
| 승인일           | 국가           | 목적                                                           | 금액 (백만 달러) | 공동 대출 기관                            |
| ---------------- | -------------- | -------------------------------------------------------------- | ---------------- | ----------------------------------------- |
| 2019년 3월 26일  | 방글라데시     | 전력 시스템 업그레이드 및 확장 프로젝트                        | 120.0            | 방글라데시 정부 및 방글라데시 전력망 공사 |
| 2019년 3월 26일  | 라오스         | 국도 13호선 개선 및 유지보수 프로젝트                          | 40.0             | 라오스 정부, NDF 및 IDA                   |
| 2019년 4월 4일   | 스리랑카       | 경감 조치를 통한 산사태 취약성 감소 프로젝트                   | 80.0             | 스리랑카 정부                             |
| 2019년 4월 4일   | 스리랑카       | 콜롬보 도시 재생 프로젝트                                      | 200.0            | 스리랑카 정부 및 민간 파트너              |
| 2019년 5월 21일  | 네팔           | 어퍼 트리슐리 I 수력 발전 프로젝트                             | 90.0             | ADB, IFC, 한국 컨소시엄                   |
| 2019년 7월 11일  | 튀르키예       | 에펠러 97.6MW 지열 프로젝트                                    | 100.0            | EBRD                                      |
| 2019년 7월 11일  | 방글라데시     | 지방 상수도 및 위생 프로젝트                                   | 100.0            | 세계은행, IDA, 방글라데시 정부            |
| 2019년 7월 11일  | 캄보디아       | 광섬유 통신망 프로젝트                                         | 75.0             | 없음                                      |
| 2019년 7월 11일  | 인도           | L&T 친환경 인프라 재대출 시설                                  | 100.0            | 없음                                      |
| 2019년 9월 26일  | 파키스탄       | 카라치 상수도 및 하수 서비스 개선                              | 40.0             | 세계은행                                  |
| 2019년 9월 26일  | 인도           | 타타 클린테크 지속 가능한 인프라 재대출 시설                   | 75.0             | TCCL                                      |
| 2019년 11월 11일 | 파키스탄       | 카라치 간선급행버스체계                                        | 71.81            | ADB                                       |
| 2019년 11월 12일 | 튀르키예       | TKYB 신재생 에너지 및 에너지 효율 재대출 시설                  | 200.0            | 없음                                      |
| 2019년 12월 6일  | 인도           | 라자스탄 250MW 태양광 프로젝트 – 히어로 퓨처 에너지스          | 65.0             | 국제금융공사                              |
| 2019년 12월 6일  | 인도           | 라자스탄 250MW 태양광 프로젝트 – 히어로 퓨처 에너지스          | 65.0             | 국제금융공사                              |
| 2019년 12월 12일 | 중화인민공화국 | 베이징-톈진-허베이 저탄소 에너지 전환 및 대기 질 개선 프로젝트 | 500.0            | 없음                                      |
| 2019년 12월 12일 | 인도           | 서벵골 주요 관개 및 홍수 관리 프로젝트                         | 145.0            | 세계은행                                  |
| 2019년 12월 12일 | 이집트         | 국립 이집트 은행 인프라 재대출 시설                            | 150.0            | 없음                                      |
| 2019년 12월 12일 | 카자흐스탄     | 자나타스 100MW 풍력 발전소                                     | 46.7             | 스폰서 및 기타 금융 기관                  |
| 2019년 12월 12일 | 러시아         | 운송 부문 투자 대출                                            | 500.0            | 없음                                      |
| 2019년 12월 12일 | 우즈베키스탄   | 농촌 인프라 개발 프로젝트                                      | 82.0             | 세계은행                                  |
| 2019년 12월 12일 | 튀르키예       | 이스탄불 지진 위험 완화 및 비상 대비 프로젝트                  | 300.0            | 세계은행                                  |
| 2019년 12월 12일 | 네팔           | 전력 분배 시스템 업그레이드 및 확장 프로젝트                   | 112.3            | 네팔 전력청                               |

### 2020년
| 승인일           | 국가            | 목적                                                                     | 금액 (백만 달러) | 공동 대출 기관 |
| ---------------- | --------------- | ------------------------------------------------------------------------ | ---------------- | -------------- |
| 2020년 1월 17일  | 방글라데시      | 다카 및 서부 지역 송전망 확장 프로젝트                                   | 200.0            | ADB            |
| 2020년 2월 11일  | 오만            | 이브리 II 500MW 태양광 독립 발전소 프로젝트                              | 60.0             | ADB            |
| 2020년 4월 3일   | 방글라데시      | 실헤트-타마빌 도로 업그레이드 프로젝트                                   | 404.0            | 없음           |
| 2020년 4월 3일   | 우즈베키스탄    | 부하라 지역 상수도 및 하수도 (BRWSSP)                                    | 385.1            | 없음           |
| 2020년 4월 16일  | 방글라데시      | 다카 위생 개선                                                           | 170.0            | 세계은행       |
| 2020년 5월 7일   | 인도            | COVID-19 긴급 대응 및 보건 시스템 준비 프로젝트                          | 500.0            | 세계은행       |
| 2020년 5월 7일   | 인도네시아      | COVID-19 적극 대응 및 지출 지원 프로그램                                 | 750.0            | ADB            |
| 2020년 5월 7일   | 방글라데시      | COVID-19 적극 대응 및 지출 지원 프로그램                                 | 250.0            | ADB            |
| 2020년 5월 7일   | 조지아          | 긴급 COVID-19 대응 프로젝트                                              | 100.0            | 세계은행       |
| 2020년 5월 28일  | 필리핀          | COVID-19 적극 대응 및 지출 지원 (CARES) 프로그램                         | 750.0            | ADB            |
| 2020년 6월 16일  | 몽골            | COVID-19 신속 대응 프로그램                                              | 100.0            | ADB            |
| 2020년 6월 16일  | 인도            | COVID-19 적극 대응 및 지출 지원 (CARES)                                  | 750.0            | ADB            |
| 2020년 6월 16일  | 파키스탄        | COVID-19 적극 대응 및 지출 지원 (CARES) 프로그램                         | 500.0            | ADB            |
| 2020년 6월 22일  | 우즈베키스탄    | 부하라 도로망 개선 프로젝트 (1단계)                                      | 165.5            | 없음           |
| 2020년 6월 22일  | 인도네시아      | COVID-19 긴급 대응 프로그램                                              | 250.0            | 세계은행       |
| 2020년 6월 30일  | 몰디브          | COVID-19 긴급 대응 및 보건 시스템 준비 프로젝트                          | 7.30             | 세계은행       |
| 2020년 6월 30일  | 카자흐스탄      | COVID-19 적극 대응 및 지출 지원 (CARES) 프로그램                         | 750.0            | ADB            |
| 2020년 6월 30일  | 튀르키예        | COVID-19 신용 대출 프로젝트                                              | 500.0            | 없음           |
| 2020년 7월 16일  | 파키스탄        | 지속 가능한 경제를 위한 탄력적인 기관 (RISE) 프로그램                    | 250.0            | 세계은행       |
| 2020년 7월 16일  | 튀르키예        | 이즈미르 메트로 확장 4단계: 파흐레틴 알타이 – 나를리데레 노선 프로젝트   | 56.0             | EBRD, BSTDB    |
| 2020년 7월 16일  | 조지아          | COVID-19 위기 완화                                                       | 50.0             | 세계은행       |
| 2020년 7월 16일  | 베트남          | COVID-19 대응 시설                                                       | 100.0            | IFC            |
| 2020년 8월 13일  | 피지            | 지속적인 민간 부문 주도 성장 개혁 프로그램                               | 50.0             | ADB            |
| 2020년 8월 13일  | 키르기스 공화국 | 키르기스 민간 및 금융 부문 긴급 지원 프로젝트                            | 50.0             | 세계은행       |
| 2020년 8월 13일  | 우즈베키스탄    | 보건 긴급 대응 프로젝트                                                  | 100.0            | ADB            |
| 2020년 8월 27일  | 튀르키예        | COVID-19 의료 비상 대응 (MER) 프로젝트                                   | 82.6             | EBRD           |
| 2020년 8월 27일  | 방글라데시      | COVID-19 긴급 대응 및 팬데믹 대비 프로젝트                               | 100.0            | 세계은행       |
| 2020년 9월 10일  | 몰디브          | 그레이터 말레 폐기물 에너지화 프로젝트                                   | 40.0             | ADB            |
| 2020년 9월 24일  | 인도            | HDFC 저렴한 주택 신용 대출                                               | 200.0            | 없음           |
| 2020년 9월 24일  | 인도네시아      | 다기능 위성 PPP 프로젝트                                                 | 150.0            | 없음           |
| 2020년 10월 15일 | 라오스          | 국도 13호선 남부 기후 복원력 개선 프로젝트 (3구간)                       | 30.0             | 없음           |
| 2020년 10월 15일 | 중화인민공화국  | 레전드 캐피탈 헬스케어 기술 기금                                         | 30.0             | 없음           |
| 2020년 10월 15일 | 러시아          | 러시아 철도 COVID-19 긴급 대응 프로젝트                                  | 300.0            | 없음           |
| 2020년 10월 16일 | 방글라데시      | 농촌 상수도, 위생 및 인적 자본 개발을 위한 위생 프로젝트                 | 200.0            | 세계은행       |
| 2020년 10월 29일 | 인도            | 델리-메루트 지역 고속철도 시스템 (RRTS)                                  | 500.0            | ADB            |
| 2020년 11월 25일 | 우즈베키스탄    | 우즈베키스탄 공화국 국립 대외 경제 활동 은행 COVID-19 신용 대출 프로젝트 | 200.0            | 없음           |
| 2020년 11월 25일 | 튀르키예        | 아크뱅크 COVID-19 위기 회복 시설                                         | 100.0            | 없음           |
| 2020년 11월 25일 | 에콰도르        | 코르포라시온 피난시에라 나시오날 COVID-19 신용 대출 프로젝트             | 50.0             | WB             |

### 2024년
| 승인일          | 국가   | 목적                  | 금액 (백만 달러) | 공동 대출 기관 |
| --------------- | ------ | --------------------- | ---------------- | -------------- |
| 2024년 5월 22일 | 필리핀 | 바탄–카비테 연결 다리 | 1.14             | ADB            |

## 같이 보기
- 신개발은행 (브릭스/NDB 브릭스)
- 아시아 개발 은행
- 아프리카 개발 은행
- 카리브 개발 은행
- CAF – 라틴아메리카 및 카리브 개발 은행
- 유럽 투자은행
- 미주개발은행
- 이슬람 개발 은행

## 참고

### 내용주
1. 1 2 3 4 5 6 7 8 9 10 11 12 13 14 15 16 17 18 19 20 21  양해각서 서명국
2. ↑  조사 결과 나올 때까지 무기한 회원 자격 정지